# Poliácido láctico

A unidade estrutural do polímero PLA.

O poliácido láctico (PLA ou ácido poliláctico) é um polímero constituído por moléculas de ácido láctico, um ácido orgânico de origem biológica, que é obtido a partir de recursos renováveis. O ácido láctico é uma molécula quiral existente como dois estereoisômeros, L- e D- ácido láctico, que pode ser sintetizado de modo químico e biológico. O ácido láctico que é utilizado na sintetização do PLA é de origem de fontes naturais renováveis que contêm amido ou açúcar, como milho, trigo, cana-de-açúcar, beterraba ou batata. Apresenta um crescimento rápido com uma taxa de crescimento anual estimada de 10% a 15% enquanto o mercado mundial de plásticos apresenta crescimento de 3,5% a 4% ao ano. Possui as mais diversas aplicações como embalagens, utensílios domésticos e peças com aplicações biomédicas. Muitas pesquisas estão sendo realizadas com o intuito de melhorar a desempenho do PLA em aplicações na área de embalagens sustentáveis, como a formação de blendas e compósitos e a copolimerização com outros polímeros.
O PLA apresenta propriedades mecânicas similares às dos polímeros com origem em fontes fósseis, com um elevado módulo de elasticidade, rigidez, transparência, comportamento termoplástico, biocompatibilidade e boa capacidade de moldagem, propriedades essas que podem ser bem aplicadas a embalagens, por exemplo.

Estudos econômicos demonstram que o PLA é um material economicamente viável para ser utilizado na confecção de embalagens. Estudos na área da saúde mostram que o nível de ácido lático que migra da embalagem, produzida a partir do PLA, para o alimento é inferior que a quantidade de ácido lático usado como ingrediente de muitos alimentos. Assim, o PLA é, de fato, indicado para aplicação em embalagens de produtos alimentícios. Além disso, estudos recentes mostram o PLA sendo amplamente aplicado como embalagem ativa para alimentos por meio de adição de agente ativos.

## Histórico
No começo do século XIX, o PLA foi descoberto pelo Pelouze, que através de um processo de destilação de água, condensando o ácido lactico, conseguiu formar o PLA de baixo peso molecular.  Com o processo de policondensação de ácido lático é que se produziu o  PLA e lactídeo de baixo peso molecular, entretanto, foi obtido apenas PLA de baixo rendimento e baixa pureza. Um século depois, Wallace Carother, cientista da DuPont, descobriu que o aquecimento do lactídeo no vácuo produzia PLA, porém, novamente, para PLA de alta pureza. Este processo não era viável em escala industrial devido ao alto custo de purificação, o que o limita à produção de produtos a partir desse polímero. Então, em 1954, Du Pont produziu o polímero PLA com um peso molecular maior e mais resistente, e então patenteou. Entretanto, só a partir de 1966, depois de melhor estudar a degradação desse material em laboratórios é que se houve um interesse, principalmente na área da medicina.
A empresa Cargill esteve envolvida na pesquisa e desenvolvimento da tecnologia de produção de PLA desde 1987. Primeiramente, montou uma planta piloto em 1992, e mais tarde, em 1997, a Cargill e a Dow Chemical formaram uma joint venture chamada Cargill Dow Polymer LLC para comercializar o PLA. Os resultados foram satisfatórios, com a introdução de produtos da marca Ingeo. Desde então, a Cargill tem se esforçado para melhorar os processos de produção para produtos fabricados de PLA, enquanto a Dow tem se concentrado na fabricação de PLA. Nos últimos anos, a pesquisa de PLA se desenvolveu, com muitas invenções e publicações.

## Síntese
Os monômeros de LA (ácido láctico), cuja obtenção ocorre a partir de fontes naturais renováveis, podem ser sintetizados e convertidos em PLA por meio de alguns processos como polimerização, policondensação, polimerização por abertura de anel e reação de condensação por desidratação azeotrópica. O processo mais comum para o PLA é a polimerização de abertura de anel de lactídeo com catalisadores de metal em solução, no banho, ou como uma suspensão. A reação catalisada por metal tende a causar racemização do PLA, reduzindo a sua estereorregularidade. Em razão do PLA de alta massa molar apresentar melhores propriedades mecânicas, algo muito importante para a sua aplicação, como na medicina em fixadores de fraturas internas, por exemplo, o interesse em optar por processos que garantem esse resultado é muito maior.
A reação por polimerização por abertura de anel pode ser realizada no estado fundido ou em solução, sendo necessário o uso de um composto para iniciar o processo. Dependendo desse composto, essa reação pode seguir três processos de reação diferentes: mecanismo catiônico, aniônico e de complexação seguido por inserção.

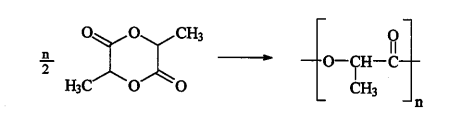
Polylactic acid by ring-opening polymerization of lactide

A polimerização por abertura de anel resulta em polímeros de maior massa molar que os formados através dos outros processos citados como policondensação do acido láctico.

## Propriedades
O poliácido lactico é um dos polímeros biodegradáveis mais promissores devido à suas propriedades químicas, processabilidade termoplástica e, inclusive, suas propriedades biológicas, como biocompatibilidade e biodegradabilidade.
O PLA de alto peso molecular é incolor, brilhante, rígido, material termoplástico com propriedades semelhantes ao poliestireno. Quatro materiais diferentes podem ser produzidos a partir do dois isômeros de LA: poli (ácido D-láctico) (PDLA), um material cristalino com estrutura de cadeia regular; poli (ácido L-láctico) (PLLA), que é semi-cristalino, e com uma estrutura de cadeia regular; poli (ido D, L-ltico) (PDLLA), que é amorfo; e meso-PLA, obtido pela polimerização do mesolactídeo. Os três primeiros são solúvel em solventes comuns, como benzeno e dioxano, por exemplo. O PLA tem pode ter uma degradação no ambiente variando de 6 meses a 2 anos. As propriedades de tração do PLA pode variar muito, dependendo se é recozido ou orientado, e de seu grau de cristalinidade.
Em razão da natureza quiral do ácido láctico, existem algumas formas diferentes de polilactido: o poli-L-láctido (PLLA) é o produto resultante da polimerização de L, L-láctido (também conhecido como L-lactídeo). O PLA é solúvel em solventes, benzeno quente, tetraidrofurano e dioxano.
O polímero de PLA pode ser amorfo, semi-cristalino ou altamente cristalino com uma temperatura de transição vítrea de 60 ° C e pontos de fusão de 130-180 ° C. O polímero pode ser resistente ao calor podendo suportar temperaturas de 110 ° C. Seu módulo de tensão de 2,7 a 16 GPa.  O PLA resistente ao calor pode suportar temperaturas de 110 ° C.
O ácido polilático pode ser utilizado como fibra para a maioria dos termoplásticos e através de muitas melhorias para alterar suas propriedades mecânicas, como recozimento, formando compósitos com fibras ou nanopartículas e estendendo a sua cadeia.

Abaixo uma tabela comparativa entre as propriedades do PLA e do PP (polipropileno).
|                                    | PP          | PLA             |
| Tipo de polimerização              | Coordenação | Policondensação |
| Tipo de cadeia                     | Linear      | Linear          |
| Densidade g/cm3                    | 0,86        | 1,24            |
| Cristalinidade %                   | até 70      | até 40          |
| Tm, ºC                             | 160 - 166   | 130-180         |
| Tg, ºC                             | -20         | 50-80           |
| Índice de fluidez (190ºC), g/10min | 10          | 10              |

Apesar de ter um custo maior de produção, é possível observar a preocupação das empresas em termos de sustentabilidade. No relatório de previsão do mercado de PLA, é possível observar uma tendência para o aumento significativo principalmente para as embalagens de alimentos.
|                           | PP                                  | PLA                                                |
| Custo                     | baixo                               | elevado                                            |
| Degradação, anos          | 20 - 30                             | 2                                                  |
| Condições para degradação | altas temperaturas ou mecanicamente | presença de água e temperatura superior a ambiente |

Graças à variedade de PLAs, ao tipo de processamento (extrusão, injeção) e a função da peça final, obtém-se materiais com as mais diversas características. O ácido polilático (PLA) é um biodegradável altamente versátil cujas propriedades, tais como grau de cristalinidade, temperatura de fusão e temperatura de transição de vítrea pode ser adaptada controlando a composição monomérica de suas formas isoméricas ópticas, L e D.
O poli (ácido lático) quando comparado com outros polímeros biodegradáveis apresenta propriedades mecânicas e térmicas semelhantes às de polímeros com importantes aplicações, como o PET. PLA é muito comercializado como embalagens de descarte de uso único, como copos para bebidas frias, garrafas, recipientes para tampas, embalagens blister, bandejas termoformadas, envoltórios e filmes flexíveis. Apesar de possuir muitas vantagens para aplicação em embalagens (fácil processamento, boa transparência e ser ambientalmente benigno) e ser economicamente competitivo, o PLA possui desvantagens que são, entre elas, o baixo desempenho mecânico e a sensibilidade à degradação térmica. Muitas pesquisas estão sendo realizadas com o intuito de melhorar a desempenho do PLA nas aplicações na área de embalagens sustentáveis para alimentos, como a formação de blendas e compósitos.

## Aplicações
Os PLA está entre os polímeros sintéticos biodegradáveis mais comuns em aplicações médicas, pois oferece características únicas de biodegradabilidade, biocompatibilidade, processabilidade termoplástica e bio-reabsorção do ácido poliláctico no corpo humano. Devido a todos esses fatores, este material tem sido bem empregado para sistemas de cobertura de membranas (por exemplo, coberturas de feridas), implantes e dispositivos médicos bioabsorvíveis (hastes de fixação, placas, pinos, parafusos, suturas, etc.), e em tratamentos dermatológicos (por exemplo, lipoatrofia facial e rejuvenescimento da cicatriz). Seu uso não se justifica apenas pela sua característica de biodegradabilidade e por ser obtido a partir de recursos renováveis, mas também, porque funciona muito bem e oferece excelentes propriedades a baixo preço. Vários dispositivos foram preparados a partir de diferentes tipos de PLA, incluindo fios de suturas degradáveis, micropartículas de liberação de fármaco, nanopartículas e sondas porosas para aplicações celulares.
Outro campo em que o PLA tem sido bastante estudado é o da engenharia de tecidos e implantes 3D. o início da engenharia de tecidos dentro da área da medicina se deu pela descoberta da técnica para reconstrução de tecidos vivos, na qual se associam as células do corpo a biomateriais que fornecem o suporte para elas se proliferam tridimensionalmente de forma fisiológica. A partir daí deu-se início a novas possibilidades nos campos de transplante de tecidos e órgãos, o que chamou grande atenção dentro dos meios da engenharia e da medicina. Começaram a realizar diversas pesquisas e testes para entender qual material seria mais adequado para tais funções. Durante as pesquisas observaram que os polímeros possuem algo que outros meteriais não apresentavam. Neles viram grande flexibilidade, sua composição e estrutura poderiam ser modificadas para atender necessidades específicas e terem maior compatibilidade com o organismo humano. O PLA é um dos poucos polímeros aprovados pela FDA para uso na área da medicina.
Uma aplicação bem interessante do PLA se dá por meio das nanofibras. Quando falamos da cicatrização de feridas sabemos que um dos principais fatores que dificultam tal processo são as infecções bacterianas. E um dos método mais utilizados para o tratamento de feridas  é a aplicação de agentes antibacterianos dentro das nanofibras que serão utilizadas para os curativos das feridas, as quais são feitas a partir do PLA. O que melhora muito as infeções bacterianas existentes.
O produto mais comumente utilizados dentro da área da medicina que é feito a partir do ácido lático junto com o ácido glicólico é o famoso fio de sutura VICRYL (poliglactina). Ele é bastante utilizado pois possui uma melhor aceitação dentro do organismo, é um fio sintético de alta absorção.
Os metais ainda são os materiais mais populares para a fixação de fraturas ósseas na ortopedia, e eles possuem diversas desvantagens em sua utilização. A partir do PLA se fazem implantes que facilitam a regeneração óssea. Portanto, o foco do desenvolvimento das pesquisas é cada vez mais enviesado para biomateriais como o PLA, que oferece força satisfatória durante a cicatrização do tecido ósseo e, em seguida, degrada ao longo do tempo sem gerar consequências ruins ao corpo humano.

De acordo com um estudo realizado em 2012, existe uma relação extremamente positiva em relação a atitude de compra de produtos que trazem como vantagem a redução de impactos ambientais. A partir desse estudo, entende-se que os consumidores estão dispostos a pagar um pouco a mais por produtos que utilizem embalagens sustentáveis, por exemplo, porém o estudo também revela a necessidade de uma comunicação intencional desses benefícios, uma vez que o consumidor muitas vezes não tem conhecimento sobre os diferentes tipos de materiais e quais as consequência de cada um, como oportunidade de reciclagem ou biodegradação.

O PLA, assim como outros polímeros biodegradáveis, pode formar filmes por diversas técnicas como casting, extrusão e calandragem. A técnica mais citada e trabalhada em laboratório é casting. Porém, além de não apresentar grandes dificuldades de manipulação, ainda existe a possibilidade de utilização de polímeros aditivos junto ao PLA, que como vantagens podem melhorar ainda mais as características do material, reduzir o custo da matéria prima e tornar o material mais fácil de ser reciclado, mantendo a característica biodegradável. Isso configura uma grande vantagem, pois a possibilidade de reutilizar o resíduo é recomendável para prolongar a vida útil antes de finalmente descartá-lo. Vários polímeros têm sido usados para melhorar a propriedades de filmes de PLA, incluindo amido termoplástico, poli (etileno glicol), poli (hidroxi butirato), poli (hidroxi alcanoatos), quitosana e poli (caprolactona).

## Degradação
Nas cadeias instáveis, a hidrólise química é o principal mecanismo de degradação polimérica. Para os polímeros semicristalinos a degradação hidrolítica pode acontecer em duas etapas, em que a primeira a água entra atingindo as cadeias de fase amorfa, resultando em cadeias menores, e então em fragmentos solúveis. Essa etapa apresenta uma redução na massa molar da fase amorfa sem que haja perda das propriedades físicas, inicialmente. Na segunda etapa, acontece um ataque enzimático dos fragmentos gerados e resulta em uma perda de massa polimérica.

O PLA se encontra entre os polímeros biodegradáveis mais consumidos no mundo. A biodegradação é conseguida através da quebra de ligações hidroliticamente instáveis presentes em polímeros biodegradáveis, sendo que os grupos funcionais mais comuns dos polímeros biodegradáveis são ésteres, anidridos, ortoésteres e amidas. Como um poliéster, o comportamento de biodegradação do PLA é uma característica típica do material e a razão mais importante para o alto interesse em seu uso em aplicações médicas e na indústria.

PLA tem uma meia-vida relativamente longa, quando comparada a outros polímeros biodegradáveis, devido a efeitos estéricos onde o grupo alquil impede o ataque pela água, ou seja, a hidrólise. Por outro lado, a degradação após a eliminação no meio ambiente é complexa porque o PLA é amplamente resistente a ataques por microrganismos em condições de solo ou esgoto. O polímero deve primeiro ser hidrolisado a temperaturas elevadas (maiores que 60 °C) a fim de reduzir o peso molecular antes que a biodegradação possa começar. Quando o peso molecular atinge aproximadamente 10 kDa, os microrganismos presentes no solo começam a digerir o PLA produzindo dióxido de carbono e água. A taxa de hidrólise pode ser acelerada em presença de ácidos ou bases e depende do conteúdo de umidade e temperatura.

## Destino Final
Por se tratar de um polímero biodegradável, o seu destino final é sustentável e existe quatro possíveis formas de destino final mais comuns: Reciclagem, Compostagem, Incineração e destinado em aterros. O primeiro, é reciclado para monômero por despolimerização térmica ou hidrólise, quando purificado, pode ser usado para a fabricação de PLA virgem sem perda das suas propriedades originais, chamada de reciclagem berço a berço; Na compostagem, o processo é iniciado com um processo de hidrólise seguido da ação de micro-organismos, degradando o PLA; Na incineração pode ser usado para produzir energia sem deixar resíduos; Por último, pode ser depositado em aterros, que entre as formas de decomposição citadas, é a menos favorecida por demorar mais para haver a degradação.
O PLA foi certificado como um material compostável em condições industriais, de acordo com a ASTM D6400.